# Вдовиченко, Владимир Иванович
Владимир Иванович Вдовиченко (22 августа 1921 — 5 декабря 2002) — советский и украинский фаготист, педагог Киевской национальной музыкальной академии, солист симфонического оркестра Национального театра оперы и балета Украины им. Т. Г. Шевченко.

## Биография
Молодость И. Вдовиченко пришлась на годы Великой Отечественной войны. Сначала это была передовая с боевыми действиями и ранениями, а потом военный фронтовой духовой оркестр. Лишь в 1951 году И. Вдовиченко окончил Киевскую государственную консерваторию им. П. И. Чайковского по классу фагота (класс А. Литвинова).

## Творческая работа
В 1949—1952 годах работал солистом симфонического оркестра радио Украины, в 1952—1956 годах — солист государственного симфонического оркестра Украины. В 1956 году стал солистом симфонического оркестра Государственного театра оперы и балета Украины им. Т. Г. Шевченко. С середины 70-х работал педагогом Киевской консерватории им. П. И. Чайковского. За многолетний труд в симфоническом оркестре театра И. Вдовиченко накопил большой опыт и достиг вершин исполнительского мастерства. В его репертуаре были сотни музыкальных произведений, которые он поведал в своих соловых партиях слушателю. Его исполнительскому мастерству особенно характерен яркий, выразительный и вместе с тем достаточно мягкий звук. Как свидетельствуют коллеги по оркестру, неоднократно слушав В. И. Вдовиченко в соловых партиях, они убедились, что для него не существовало технических барьеров. Он обладал хорошей и достаточно лёгкой техникой, всегда чувствовал оркестр, его соло всегда имели конкретную логическую завершённую фразу с довольно выразительной динамикой.

## Педагогическая работа
Как педагог Вдовиченко был достаточно ответственный, со студентами имел хорошие отношения. В быту был вежливым и добрым человеком. Работая над произведениями в классе камерного ансамбля, он всегда учил студентов играть мягко и легко. Умело помогал исполнителям найти звук и штрихи к конкретному музыкальному произведению. Особенно искусным солистом был в операх В. А. Моцарта, Б. Сметаны, Д. Россини, Д. Д. Шостаковича, П. И. Чайковского. В течение всего оркестрового труда играл в различных камерных оркестрах и ансамблях. Сотрудничал с музыкальными коллективами, которые принимали участие в записи музыки на Украинском радио и на Киевской киностудии им. Александра Довженко. Вместе с профессорско-педагогическим коллективом кафедры принимал активное участие в создании Государственного духового оркестра Украины, принимал участие в профессиональных методических разработках по теории обучения и исполнительства игры на фаготе, камерных ансамблей. Активно помогал в подготовке и проведении Украинских республиканских конкурсов исполнителей игры на духовых и ударных инструментах. В течение многолетней творческой работы работал с выдающимися музыкантами и дирижёрами второй половины XX века: Канарштейн М. М., Колеса М. Ф., Тольба В. С., Рахлин Н. Г., Симеонов К. А., Турчак С. В., Гнедаш В. Б., Блажков И. И., Кожухарь В. М. и другие.